# Anna Calvi (álbum)
Anna Calvi é o primeiro álbum da cantora britânica Anna Calvi, editado em Janeiro de 2011. O álbum foi nomeado para o Mercury Prize 2011, concorrendo assim, com os álbuns de Adele e PJ Harvey, sendo o prémio atribuído a Harvey.

## Faixas
| N.º | Título                  | Duração |  |
| 1.  | "Rider to the Sea"      | 2:40    |  |
| 2.  | "No More Words"         | 3:51    |  |
| 3.  | "Desire"                | 3:51    |  |
| 4.  | "Suzanne & I"           | 4:11    |  |
| 5.  | "First We Kiss"         | 3:05    |  |
| 6.  | "The Devil"             | 4:34    |  |
| 7.  | "Blackout"              | 4:05    |  |
| 8.  | "I'll Be Your Man"      | 3:10    |  |
| 9.  | "Morning Light"         | 4:13    |  |
| 10. | "Love Won't Be Leaving" | 5:37    |  |

## Desempenho nas tabelas
| Tabela (2011)                   | Melhor posição |
| ------------------------------- | -------------- |
| Austrian Albums Chart           | 33             |
| Belgian Albums Chart (Flanders) | 9              |
| Belgian Albums Chart (Wallonia) | 36             |
| Dutch Albums Chart              | 68             |
| French Albums Chart             | 17             |
| Irish Albums Chart              | 72             |
| Swedish Albums Chart            | 55             |
| Swiss Albums Chart              | 40             |
| UK Albums Chart                 | 40             |